# 郝
郝（かく）は、漢姓のひとつ。『百家姓』の77番目。

## 中国の姓
2020年の中華人民共和国の第7回全国人口調査（国勢調査）に基づく姓氏統計によると中国で87番目に多い姓であり、285.38万人がいる。一方、台湾の2018年の統計では第166位で、3,226人がいる。

### 由来
文献上の例では『史記』衛将軍驃騎列伝（衛青の伝）に郝賢という将軍が登場するのが古い。
姓に関する書物に述べられている郝氏の起源は神話的である。

### 著名な人物
- 郝萌 - 後漢末の武将。
- 郝昭 - 三国時代の魏の軍人。
- 郝懿行 - 清の学者。『爾雅義疏』の作者。
- 郝海東 - サッカー選手。
- 郝帥 - 卓球選手。
- 郝蕾 - 女優。
- 郝柏村 - 台湾の軍人・政治家。
- 郝龍斌 - 元台北市長。郝柏村の子。

#### 架空の人物
- 郝思文 - 『水滸伝』の登場人物。

## 朝鮮の姓
郝（ハク、朝: 학）は、朝鮮人の姓の一つである。2015年の韓国の国勢調査による人口は35人。

### 氏族
2015年の韓国の国勢調査によると、山東郝氏は25人、残りの10人の本貫は不明である。